# Chen Ying (Badminton)
Chen Ying (chinesisch 陳穎, Pinyin Chén Yǐng; * 1. Dezember 1971) ist eine ehemalige chinesische Badmintonspielerin, die später in den USA startete.

## Karriere
Chen Ying gewann 1990 zwei Titel bei den Polnischen Internationalen Meisterschaften. Ein Jahr später holte sie sich Silber im Damendoppel bei der Weltmeisterschaft gemeinsam mit Wu Yuhong. Im gleichen Jahr gewannen beide die China Open und die Hong Kong Open. Beim Uber Cup 1994 verlor sie das Finale mit dem chinesischen Team knapp gegen Indonesien und wurde Vizeweltmeisterin. Bei ihrer einzigen Olympiateilnahme 1996 wurde sie Fünfte im Damendoppel mit Peng Xinyong.

## Sportliche Erfolge
| Saison | Veranstaltung        | Disziplin   | Platz | Name                       |
| ------ | -------------------- | ----------- | ----- | -------------------------- |
| 1990   | Polish International | Damendoppel | 1     | Chen Ying / Sheng Wengqing |
| 1990   | Polish International | Dameneinzel | 1     | Chen Ying                  |
| 1993   | Hong Kong Open       | Damendoppel | 1     | Wu Yuhong / Chen Ying      |
| 1993   | China Open           | Damendoppel | 1     | Wu Yuhong / Chen Ying      |
| 1993   | Weltmeisterschaft    | Damendoppel | 2     | Chen Ying / Wu Yuhong      |
| 1996   | Olympia              | Damendoppel | 5     | Chen Ying / Peng Xinyong   |